# Villa d'Hérode Atticus
La villa d'Hérode Atticus (en grec moderne : Έπαυλη του Ηρώδη του Αττικού) est une villa romaine située à 2 km à l'ouest de la ville grecque d'Ástros, dans le dème de Cynourie-du-Nord. Développée entre le Ier et le Ve siècle par la famille d'Hérode Atticus, rhéteur grec célèbre pour sa fortune et ses actions de mécénat public, la villa constitue l'un des principaux vestiges de l'architecture domestique romaine en Grèce.

## Histoire
Le site, proche du golfe Argolique et en bordure du fleuve Tános (en), appartenait dans la Grèce antique à la Thyréatide. Située non loin de la localité antique d'Éva (en), la zone alentour fut vraisemblablement occupée au IVe siècle av. J.-C. par un sanctuaire d'Asclépios et Polémocratès (en), fils de Machaon et petit-fils d'Asclépios, même si cette hypothèse est discutée.

### La villa familiale d'Hérode Atticus
Une première résidence fut érigée au Ier siècle par la famille d'Hérode Atticus probablement par le père de ce dernier, Tiberius Claudius Atticus Herodes, ex-préteur, prêtre provincial puis consul suffect en l'an 132. Il est toutefois probable que le terrain fusse acheté par le grand-père d'Hérode Atticus, Tiberius Claudius Hipparchus.
Hérode Atticus conduisit d'importants travaux d'extension du domaine en lui donnant la grandeur et le luxe d'une riche demeure patricienne. Les vestiges archéologiques offrent la preuve d'une seconde phase de travaux du vivant du rhéteur, vers les années 165, lorsque celui-ci, accablé par la perte de sa femme Régilla et de ses fils, couvrit la villa d'évocations artistiques de ses proches,. Il fit notamment réaménager l'hérôon d'Antinoüs en une sorte de triclinium funéraire, plaçant plusieurs cénotaphes dans la pièce ainsi que dans le nymphée. Plusieurs stèles et un hermès témoignent aussi d'un culte héroïque envers ses fils adoptifs.
Malgré l'importance du lieu, Pausanias ne fit aucunement mention de la riche propriété lors de son passage dans la région. Le domaine resta en activité au moins jusqu'au IVe siècle, voire jusqu'au siècle suivant, probablement toujours dans la famille d'Hérode Atticus, entretenant des liens étroits avec Rome.

### Destructions et réutilisations

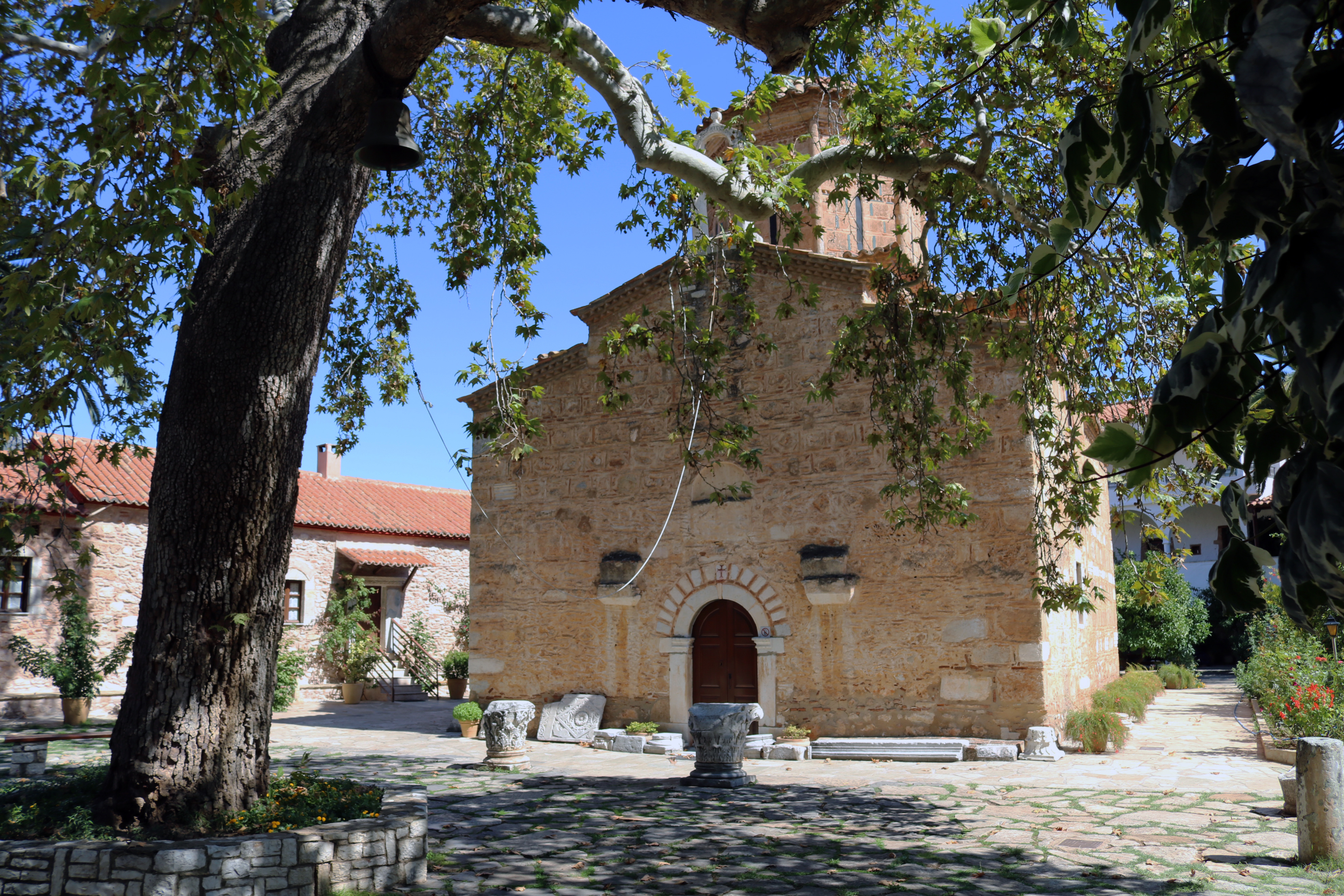
Vestiges épars de la villa romaine dans la cour du monastère de la Transfiguration voisin.

La propriété fut en partie détruite à la fin du IVe siècle, potentiellement par un séisme ou les invasions wisigoths. Au début du Ve siècle, les thermes et d'autres pièces de la villa furent dès lors utilisés pour des productions artisanales et les plans de l'aile nord modifiés pour créer une grande basilique érigée avec des remplois de précédents édifices. L'imposant monument s'effondra toutefois quelques siècles plus tard, probablement à la suite d'un important tremblement de terre en l'an 856.
Le monastère de la Transfiguration (en), daté du XIIe siècle et situé 250 mètres au sud de la villa, abrite aujourd'hui de nombreux artéfacts antiques provenant très vraisemblablement du domaine d'Hérode Atticus. Des spolia de la villa romaine furent manifestement intégrées dans la maçonnerie du catholicon du lieu. Des traces d'activité durant les périodes byzantine, ottomane et moderne ont cependant été mises au jour lors des fouilles.

### Redécouverte et fouilles modernes
Le site fut redécouvert en 1809 par le voyageur britannique William Martin Leake. Ce dernier crut voir, dans les vestiges d'un mur, l'enceinte hellénistique de l'ancienne Thyrée. Une quarantaine d'années plus tard, l'archéologue allemand Ernst Curtius réfuta l'idée d'une muraille urbaine au profit d'un usage domestique romain, sans faire de lien avec Hérode Atticus. Il fallut attendre 1906 et les travaux de Konstantínos Rhomaíos pour que la villa soit associée au célèbre sophiste,.
À la suite de la déclaration de la zone comme site archéologique en 1962, des fouilles archéologiques furent conduites en 1978 par Georg Steinhauer (el) et Panayótis Fáklaris (en). D'autres campagnes eurent lieu entre 1984 et 1987 puis en 1989. Dans les années 1990, les fouilles de sauvetage se sont poursuivies sous la direction de Theódoros Spyrópoulos (en), puis de son fils Geórgios. Des travaux de protection du site ont été réalisés depuis la fin des années 2000.

## Architecture

### Plan général
La villa d'Hérode Atticus appartient au modèle de la villa rustica, destinée à la villégiature des riches propriétaires mais également aux productions agricoles. La bâtisse occupe une superficie d'environ 6 500 m2 sur un terrain de 20 000 m2. Les structures bâties s'échelonnent sur trois niveaux à l'élévation graduelle du nord au sud.
L'atrium rectangulaire est occupé en son centre par un canal de trois mètres de large, qui délimitait une île de 60 × 15 mètres et qui était alimenté par un imposant nymphée à l'ouest, une architecture rappelant le théâtre maritime de la villa d'Hadrien à Tivoli. Le péristyle de près de cinquante colonnes, richement décoré de mosaïques, courrait sur les côtés nord, est et sud. À l'ouest, derrière le nymphée, un couloir conduisait à une petite basilique civile ou aula de 19 × 11 mètres dont l'extrémité occidentale formait une abside. L'aile sud, la plus haute, était occupée par un cryptoportique de cent mètres de long reliant, d'ouest en est, une tour octogonale, des thermes, un sérapéum et une basilique (ou aula) formant un hérôon à Antinoüs. À l'est, un ensemble de pièces comprenant notamment un triclinium, des couloirs, deux nymphées et un propylée conduisaient aux jardins à la forme d'un stade. Dans la partie nord s'étendait au IVe siècle une vaste basilique à trois vaisseaux, de 940 m2, soutenue par deux rangées de quatre colonnes, qui se terminait à l'ouest par une abside ornée de statues. Une bibliothèque occupait probablement l'une des pièces attenantes, ainsi qu'une palestre ou un gymnase au nord-est,.
Un aqueduc, dont des vestiges incrustés de stalactites sont encore visibles aujourd'hui, permettait d'alimenter en eau la villa depuis la source de Mána située à environ 1,5 km au nord-ouest.

### De riches décors
Les mosaïques parvenues jusqu'à nous datent pour la plupart du Ve siècle et reprennent principalement des sujets mythologiques. Parmi les personnages et scènes représentés figurent les Muses Euterpe et Calliope, Didon, Énée, la nymphe Aréthuse, les dieux-fleuves Ladas, Alphée et Achéloos, les travaux d'Héraclès et Achille tuant Penthésilée,.
Sur le site a été mis au jour un nombre considérable de statues, bustes et reliefs, la plupart en marbre de Dolianá, dont des chefs-d'œuvre classiques et des copies romaines, des représentations de divinités, des portraits de la famille impériale des Antonins et des fils adoptifs d'Hérode Atticus, Achilles, Polydeukès et Memnon. Un tête en marbre du Pentélique de ce dernier figure aujourd'hui dans les collections de l'Altes Museum à Berlin. Un relief évoquant les Mystères d'Éleusis, une grande statue d'Antinoüs, une statue acéphale de Régilla et une stèle comportant la liste des soldats tombés à la bataille de Marathon ont également été mis au jour. Ces découvertes sont principalement conservées au Musée archéologique d'Ástros (en), au Musée archéologique de Trípoli (el) et au Musée national archéologique d'Athènes.

Sculptures retrouvées lors des fouilles de la villa d'Hérode Atticus
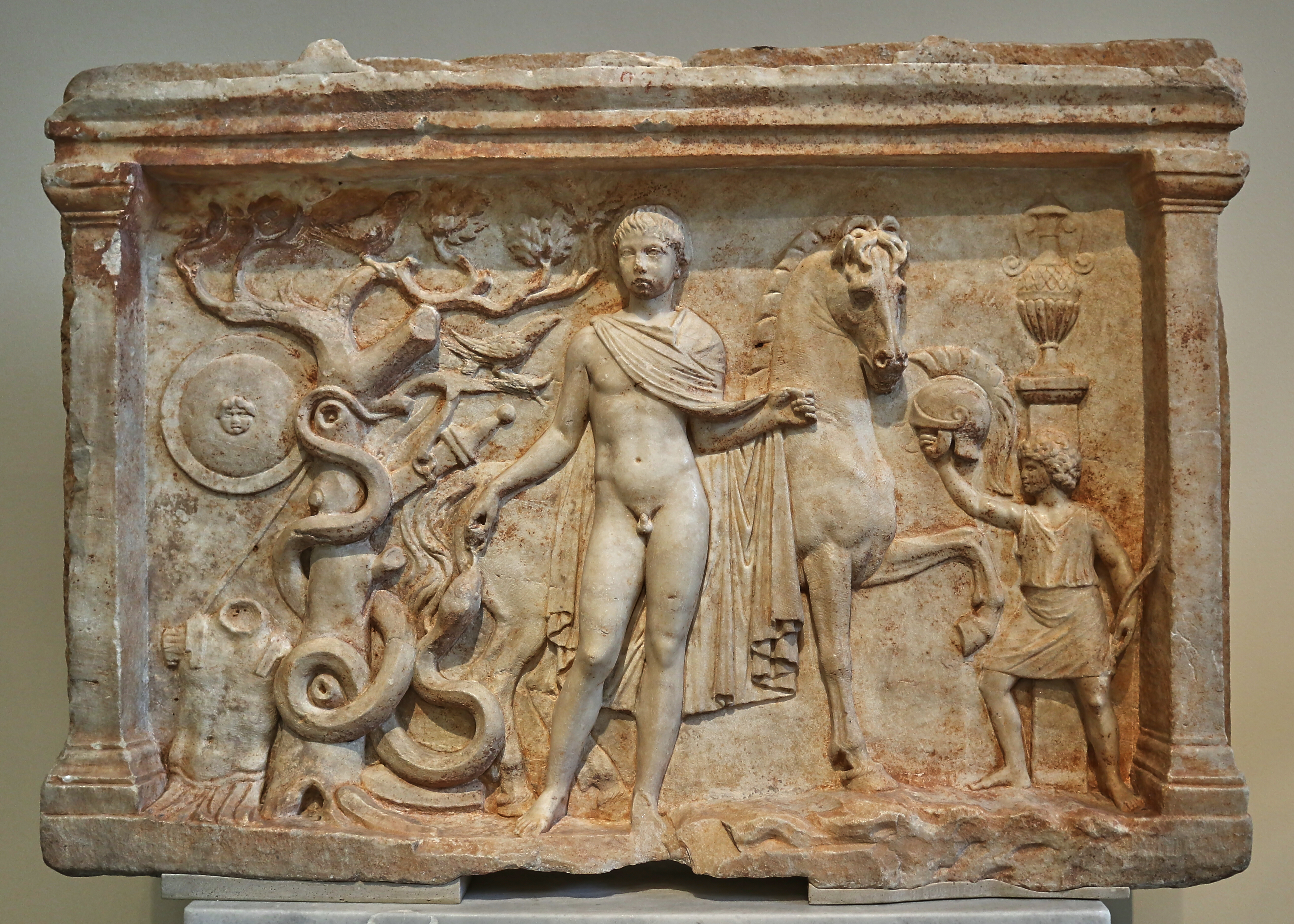
Relief votif de Polydeukès, IIe siècle, Musée national archéologique d'Athènes (Inv. 1450).
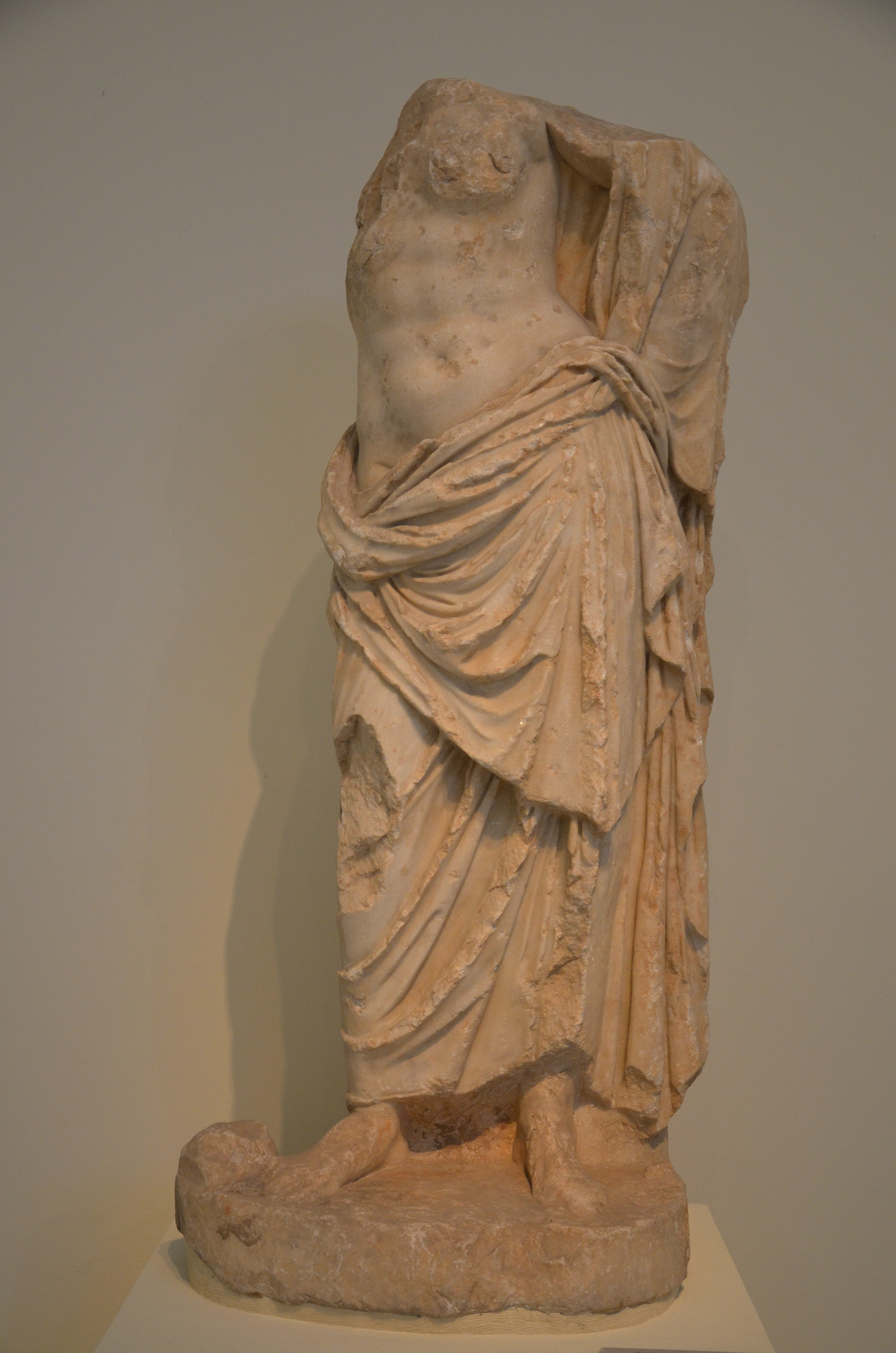
Statue de déesse, IIe siècle, Musée national archéologique d'Athènes.
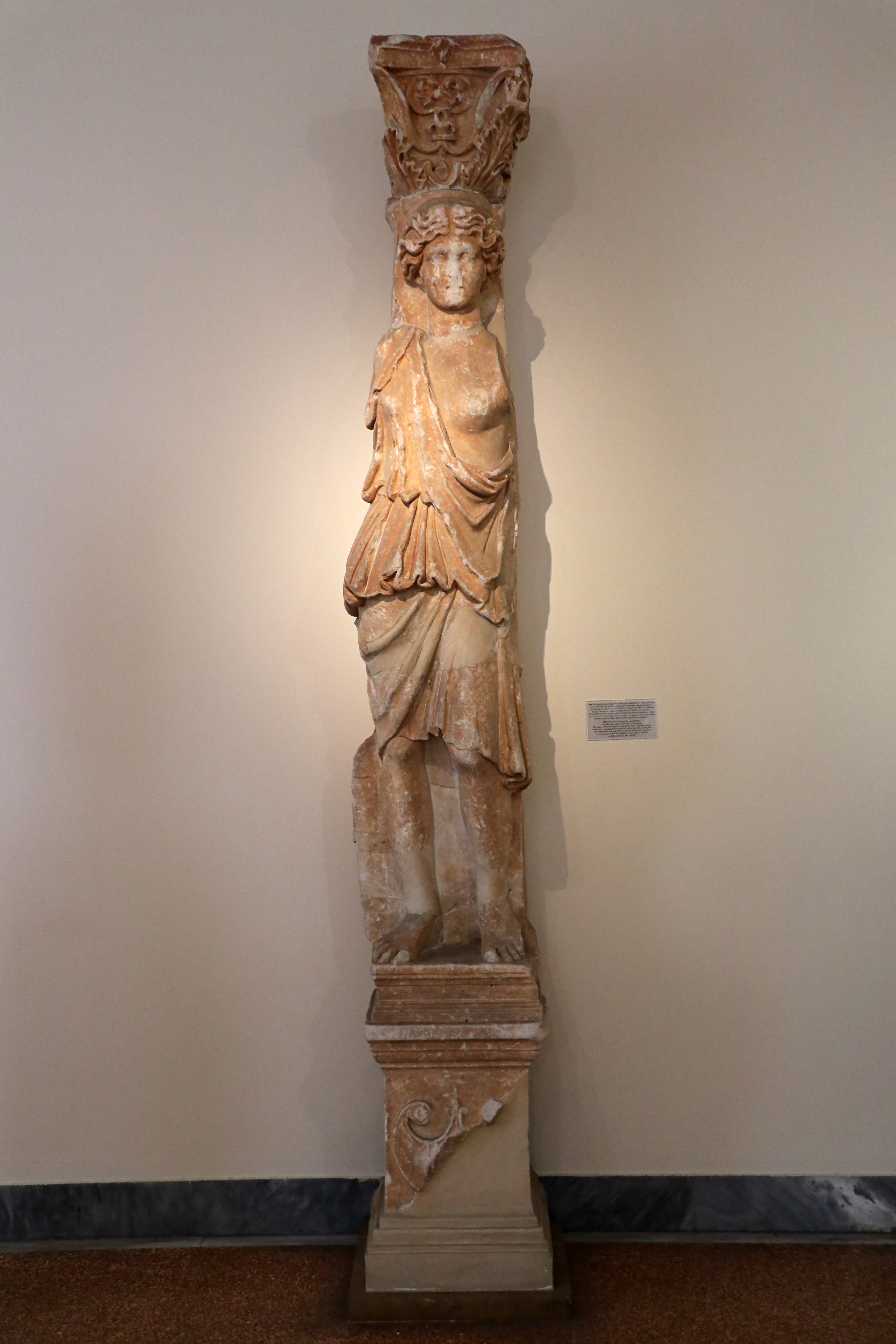
Caryatide Amazone, IIe siècle, Musée national archéologique d'Athènes.
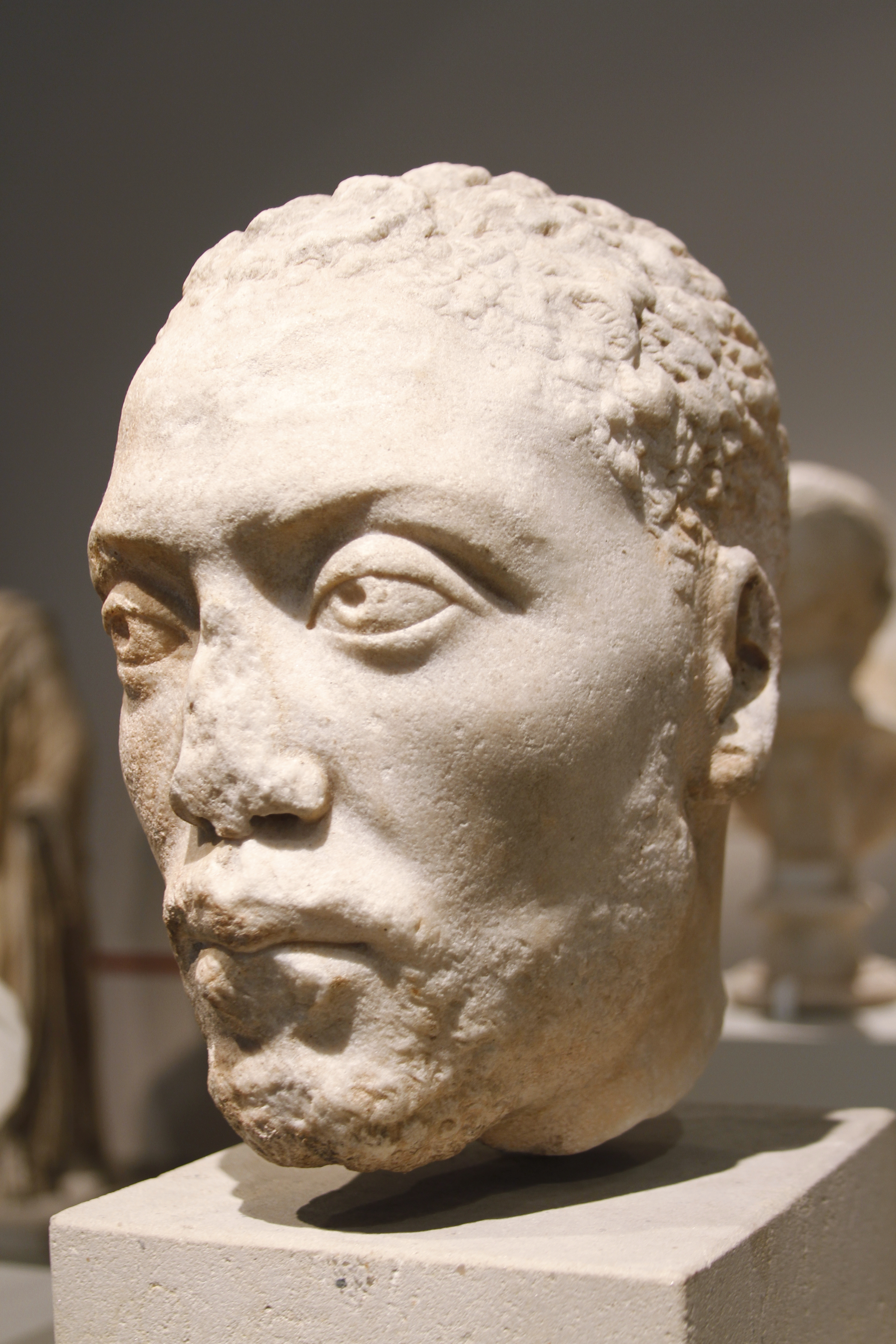
Tête de Memnon, IIe siècle, Altes Museum.